# Cyclohexaanconformatie

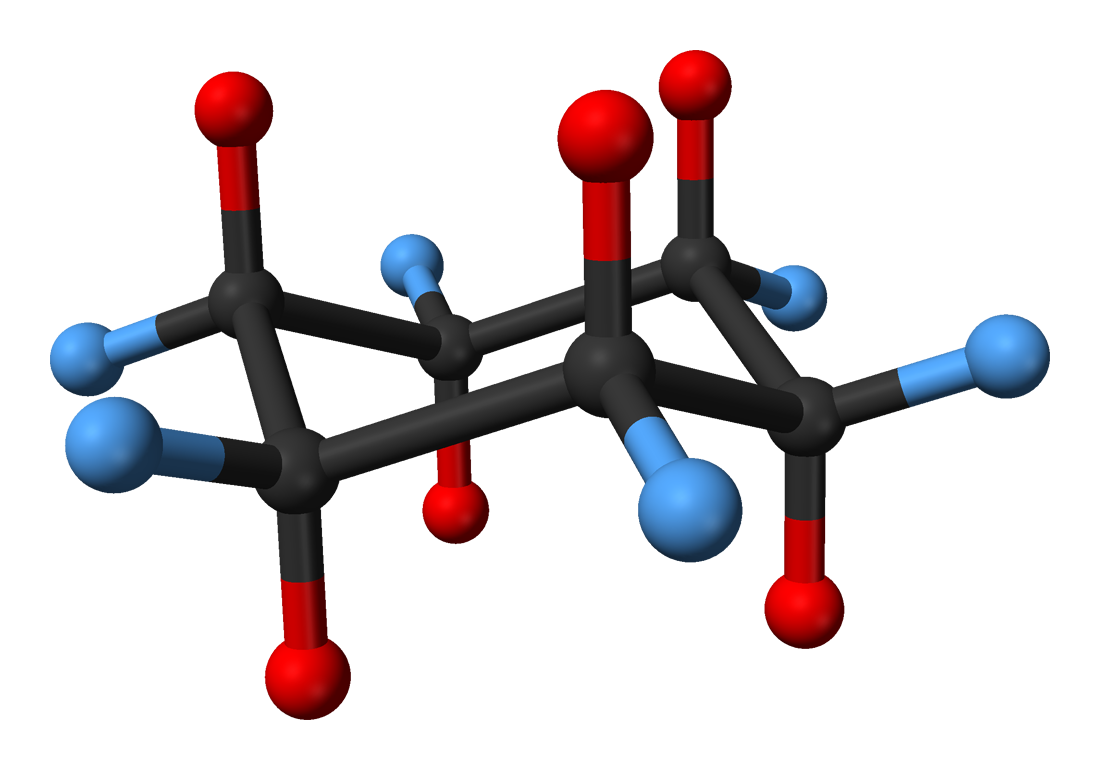
Molecuulmodel van cyclohexaan in de stoelconformatie met aanduiding van de axiale (rood) en equatoriale waterstofatomen (blauw).

Een cyclohexaanconformatie verwijst naar de ruimtelijke geometrie die de molecule cyclohexaan kan aannemen, zonder daarbij de bindingen te verbreken.
Cyclohexaanconformaties vormen in de organische chemie een uitgebreid bestudeerd onderwerp: zowel de onderlinge relatie tussen de verschillende conformatie-isomeren van cyclohexaan en zijn derivaten als de verschillen in eigenschappen tussen de conformaties werden bestudeerd. De verschillen kunnen betrekking hebben op de mogelijke reacties, maar ook op de relatieve stabiliteit van de verbinding.

## Geschiedenis
Dat cyclohexaan misschien geen vlakke molecule zou kunnen zijn is een idee dat al in 1890 voor het eerst werd geopperd. In dat jaar beschreef een 28-jarige onderzoeksassistent uit Berlijn, Hermann Sachse, instructies over het vouwen van papier om de twee vormen van cyclohexaan weer te geven. In zijn bewoordingen ging het over symmetrisch en asymmetrisch cyclohexaan (de huidige termen zijn stoel en boot). Uit zijn beschrijving blijkt duidelijk dat hij begreep dat er in cyclohexaan twee soorten waterstofatomen zijn, afhankelijk van hun positie ten opzichte van de ring (heden staan deze posities bekend als axiaal en equatoriaal). Ook de waarschijnlijke overgang tussen twee conformaties en het effect van bepaalde substituenten op de stabiliteit van een van deze conformaties werd door hem beschreven. Omdat een groot deel van de argumentatie in wiskundige termen was gesteld, waren er maar weinig scheikundigen die in 1890 het belang van de publicatie inzagen. Sachse probeerde verschillende keren het artikel gepubliceerd te krijgen, maar geen van de pogingen had succes. Door zijn vroege dood in 1893 raakte zijn ideeën in de vergetelheid.
In 1918 slaagde Ernst Mohr erin met de toen vrij nieuwe techniek röntgendiffractie de structuur van diamant te bepalen. Toen werd duidelijk dat Sachses stoelvorm de basiseenheid vormde voor de structuur van diamant.

## Stoelconformatie

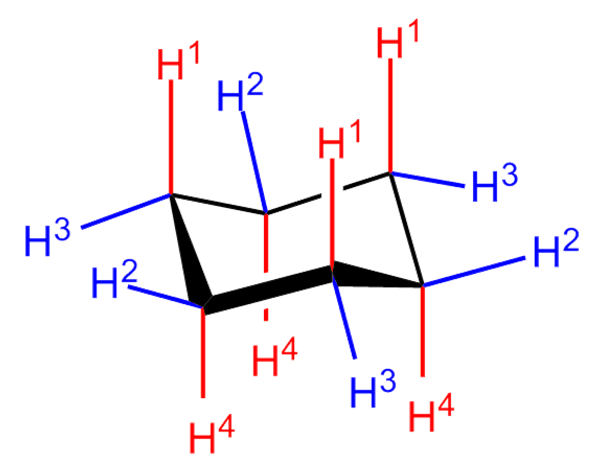
De cyclohexaanconformatie met aanduiding van de verschillende posities van de waterstofatomen: axiaal naar boven gericht (H^{1}), axiaal naar beneden gericht (H^{4}), equatoriaal naar boven gericht (H^{2}) en equatoriaal naar beneden gericht (H^{3}). Alle axiale waterstofatomen zijn aangeduid in het rood, terwijl de equatoriale waterstofatomen aangeduid zijn in het blauw.

In de organische chemie vormen de sp3-gehybridiseerde orbitalen de basis voor de structuur van verzadigde verbindingen. De hoek tussen de orbitalen, en daarmee de bindingshoek, op een koolstofatoom is daarmee vastgelegd op 109,5°. Dat geldt zowel voor de hoeken tussen de bindingen naar de andere koolstofatomen als voor de bindingshoeken naar de waterstofatomen. Een vlakke structuur is voor cyclohexaan dan ook niet mogelijk, omdat de hoeken tussen de koolstofatomen dan 120° zouden moeten zijn. Door een niet-vlakke conformatie aan te nemen is cyclohexaan een van de weinige ringvormige verbindingen die geen ringspanning kent. Deze conformatie - de zogenaamde stoelconformatie - is de term die gebruikt wordt voor de meest stabiele. Alle waterstofatomen of substituenten hebben een geschrankte conformatie ten opzichte van elkaar. Cyclohexaan komt in oplossing bij 25 °C voor 99,99% in de stoelconformatie voor.
Derek Barton en Odd Hassel deelden in 1969 de Nobelprijs voor de Scheikunde voor hun werk met betrekking tot conformaties van cyclohexaan en andere (organische) verbindingen.

### Geometrie van de stoelconformatie
In de laagste energietoestand van de stoelvorm bevinden 6 van de 12 waterstofatomen zich in een axiale positie: de C-H-bindingen staan dan als het ware loodrecht op het vlak van de ring. De andere 6 staan in een equatoriale positie: zij liggen als het ware in het vlak van de ring. Daarnaast geldt dat op elk koolstofatoom één waterstofatoom axiaal en een ander equatoriaal staat.
Wanneer men de ring afgaat is te zien dat de naar boven gerichte axiale positie (H1) afgewisseld wordt met de naar boven gerichte equatoriale positie (H2). Wanneer enkel de axiale posities in beschouwing worden genomen, dan is te merken dat naar boven gerichte axiale posities (H1) op het volgende koolstofatoom afgewisseld worden met axiaal naar beneden gerichte posities (H4). De equatoriale posities wisselen op gelijksoortige wijze. Wanneer de waterstofatomen worden vervangen door substituenten (zoals een methylgroep), dan kunnen de vicinale relaties aangeduid worden met behulp van de cis-trans-nomenclatuur. Voor twee vicinale substituenten moet voor een trans-1,2-cyclohexaanderivaat gelden dat de substituenten allebei axiaal of allebei equatoriaal moeten staan. Om dezelfde reden geldt voor een cis-1,2-cyclohexaan dat de ene substituent axiaal moet staan en de andere equatoriaal en vice versa.

### Ringinversie
In een proces dat ringinversie genoemd wordt, kan de conformatie van de ring wijzigen zonder dat er bindingen worden gebroken. Dit proces wordt ook wel aangeduid als het omklappen van de stoel. Het gevolg is dat de axiale waterstofatomen equatoriaal komen te staan en vice versa. Bovendien blijven de waterstofatomen die oorspronkelijk naar boven gericht waren ook in de omgeklapte conformatie naar boven gericht. Zo zal een axiaal naar boven gericht waterstofatoom dus overgaan naar een equatoriaal naar boven gericht atoom.

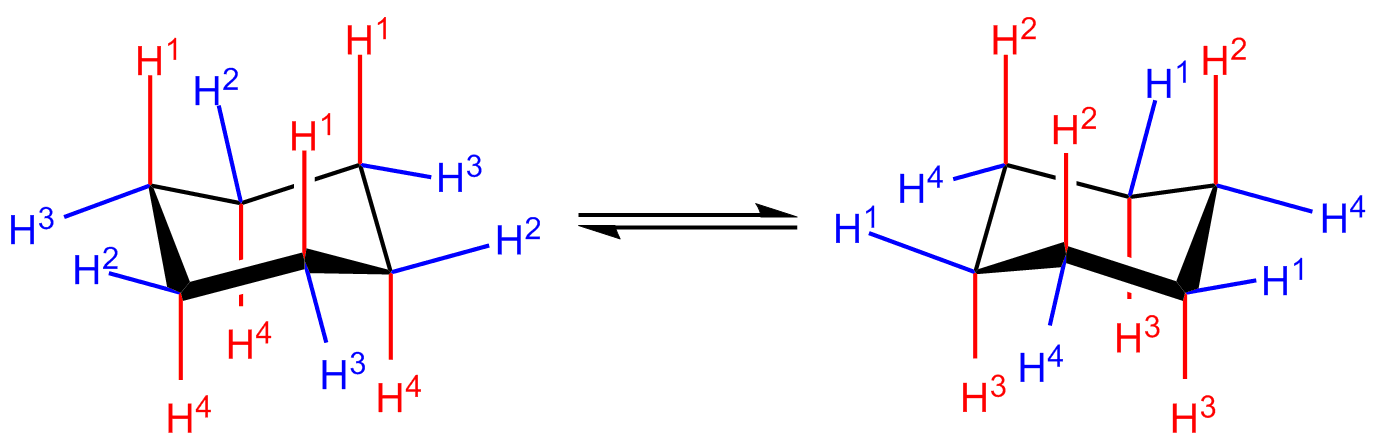
Tijdens de ringinversie (het zogenaamde omklappen van de stoelconformatie) bij cyclohexaan worden de axiale en equatoriale waterstofatomen in de stoelconformatie als het ware uitgewisseld.

De twee stoelconformaties kunnen, afhankelijk van de substituenten, verschillen in stabiliteit. Voor de meeste substituenten geldt dat ze een stabielere conformatie opleveren als ze in de equatoriale positie voorkomen. Zo wordt voorkomen dat er 1,3-diaxiale interacties optreden tussen de axiale substituenten op de verschillende koolstofatomen in de ring. Als op koolstofatoom 1 een methylgroep in de axiale positie staat (een methylgroep is een stuk volumineuzer dan een waterstofatoom), zullen er ongewenste sterische interacties optreden tussen de methylgroep en de waterstofatomen op koolstof 3 en 5 (hun vanderwaalsstralen overlappen namelijk met elkaar). Indien een elektronegatief heteroatoom in de ring aanwezig is, zoals bij tetrahydropyraan, kan juist het omgekeerde optreden. Dit wordt het anomeereffect genoemd.
De voorkeur voor een substituent voor de equatoriale positie wordt weergegeven in zijn A-waarde. Dit is een numerieke waarde die het verschil in de Gibbs-vrije energie tussen het equatoriale en axiale conformeer aangeeft. Een positieve A-waarde geeft een voorkeur voor de equatoriale positie van een substituent. De grootte van de A-waarde varieert van vrijwel nul voor zeer kleine substituenten zoals deuterium tot ongeveer 20 kJ/mol voor zeer grote substituenten als de tert-butylgroep.

## Bootconformatie
Naast de stoelconformatie met D3d-symmetrie kan cyclohexaan ook voorkomen als halve stoel (of envelop), gedraaide boot (of twist-conformatie) en als boot. Van deze vormen kan alleen de gedraaide vorm geïsoleerd worden omdat het een energieminimum vertegenwoordigt. Hoewel de bootvorm geen hoekspanning vertoont, is de energie wel hoger dan die van de stoelvorm door sterische hindering van de twee axiale waterstofatomen op de koolstofatomen 1 en 4, vaak aangeduid als de vlaggenmastinteractie. Bovendien vertonen twee van de koolstof-koolstofbindingen een zekere torsi-spanning doordat zij geëclipseerd staan. De bootvorm heeft dus een hogere energie dan de stoelvorm. In de halve stoel liggen 4 koolstofatomen in een plat vlak, waarbij twee bindingen volledig geëclipseerd staan.

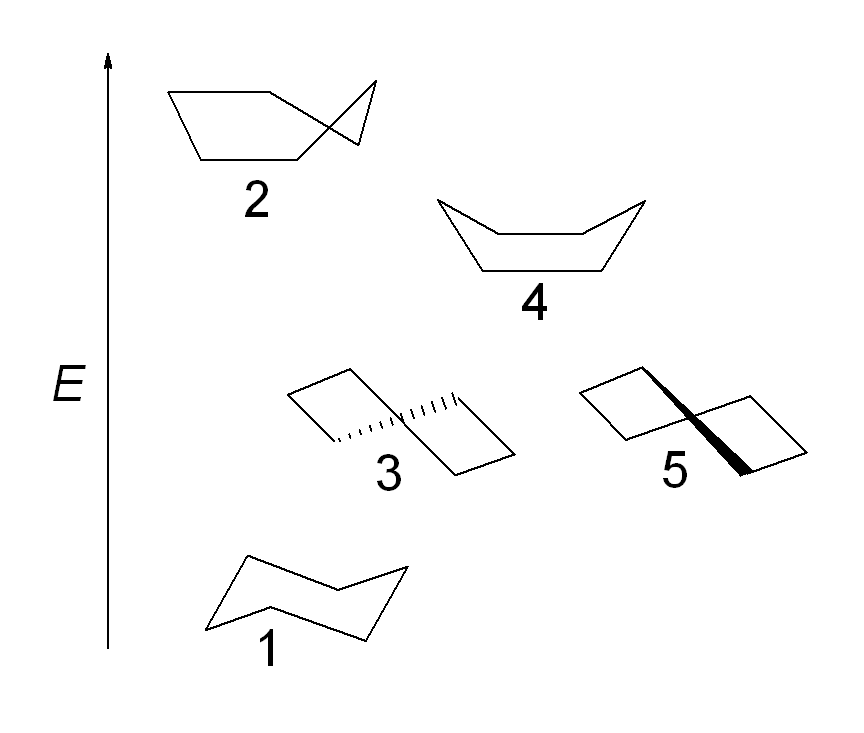
Conformeren van cyclohexaan: stoel (1), halve stoel (2), gedraaide boot (3 en 5) en de boot (4).

De boot- en envelopconformatie vormen de overgangstoestanden tussen de gedraaide vormen onderling en tussen de gedraaide vormen en de stoelvorm. Ze kunnen dus niet geïsoleerd worden. De gedraaide bootvorm is 23 kJ/mol minder stabiel dan de stoelconformatie. De energie-inhoud van de overgangstoestanden ligt voor de bootvorm 28 kJ/mol hoger, en voor de halve stoelvorm 45 kJ/mol hoger dan voor de stoelvorm.
Het verschil in energie tussen de stoelconformatie en de gedraaide bootvorm van cyclohexaan kan op indirecte wijze gemeten worden door het verschil in activeringsenergie te meten voor de isomerisatie van stoelconformatie naar gedraaide bootvorm en die van de omgekeerde isomerisatie. De concentratie van de gedraaide bootvorm is bij kamertemperatuur erg laag (minder dan 0,1%) maar bij 800 °C kan dit oplopen tot 30%. De terugkerende reactie wordt gemeten met behulp van infraroodspectroscopie na zeer snel afkoelen van 800 °C tot -233 °C, waarbij de hoge concentratie gedraaide bootvorm als het ware ingevroren wordt.

## Derivaten van cyclohexaan
De substituenten aan een cyclohexaanring staan ten opzichte van elkaar in een cis- of trans-relatie. Hoewel de bindingen tussen de koolstofatomen enkele bindingen zijn, is een ringinversie niet eenvoudig. Bij een cis-relatie tussen vicinale substituenten kan de ring als geheel geen draaiing uitvoeren, in tegenstelling tot zijn lineaire tegenhanger. De overgang van het cis- naar het trans-isomeer betekent dus het verbreken van minstens één binding en dat vraagt een grote hoeveelheid energie.
Voor de 1,2-digesubstitueerde cyclohexaanderivaten betekent een cis-configuratie dat een van de substituenten een axiale en de andere een equatoriale positie moet bezetten. De conformaties kunnen via een ringinversie in elkaar overgaan. Bij de trans-configuratie moeten beide substituenten ofwel axiaal ofwel equatoriaal staan. In het diaxiale geval zal sterische hindering tot gevolg hebben dat het betreffende conformeer een hogere energie heeft dan het di-equatoriale conformeer. De stof komt dus bijna uitsluitend voorkomen in de di-equatoriale vorm.
Voor 1,3-digesubstituteerde cyclohexaanderivaten betekent de cis-configuratie dat beide substituenten ofwel een axiale ofwel een equatoriale positie moeten bezetten. Het diaxiale conformeer impliceert opnieuw zeer ongunstige sterische interacties, hetgeen ervoor zorgt dat ook hier vrijwel enkel de di-equatoriale vorm zal voorkomen. De trans-1,3-digesubstituteerde cyclohexaanderivaten lijken veel op de cis-1,2- en cis-1,4-isomeren en wisselen tussen de twee vormen, waarbij beide substituenten zowel axiaal als equatoriaal kunnen voorkomen. De energie-inhouden van beide conformeren is vergelijkbaar. Er treedt dus een evenwichtstoestand op.

### Effecten van polaire substituenten
Bij bepaalde derivaten met polaire substituenten treden bijzondere effecten op:
- cis-cyclohexaan-1,3-diol bezit een diaxiale conformatie ten gevolge van een intramoleculaire waterstofbrugvorming
- 2,5-di-tert-butyl-1,4-cyclohexaandiol heeft een gedraaide bootvorm met intramoleculaire waterstofbrugvorming
- 2-broomcyclohexanon komt voornamelijk voor met broom in de axiale positie, door een negatieve dipool-interactie
- 2-broom-4,4-dimethylcyclohexanon bezit een broomatoom in een equatoriale positie, ten gevolge van de sterische hindering in axiale positie
- trans-1,2-dibroomcyclohexaan heeft in een apolair oplosmiddel een di-axiale conformatie, omdat de dipolen elkaar grotendeels opheffen